# Feiz Mohammed
Feiz Mohammed (* 1970 oder 1971 in Sydney, Australien) ist ein wahhabitischer Hassprediger. Er war Leiter des Global Islamic Youth Centre in Liverpool City, einem Vorort Sydneys. In seiner Vergangenheit war er auch Boxer. Seit November 2005 lebt der libanesischstämmige Australier im Libanon.

## Kontroversen

### Äußerungen über vergewaltigte Frauen
Am 18. März 2005 hielt Mohammed eine Vorlesung vor über eintausend Eintritt zahlenden Besuchern, bei der er Frauen für eine erfolgte Vergewaltigung selbst verantwortlich machte:

“A victim of rape every minute somewhere in the world. Why? No one to blame but herself. She displayed her beauty to the entire world... Strapless, backless, sleeveless, nothing but satanic skirts, slit skirts, translucent blouses, miniskirts, tight jeans: all this to tease man and appeal to his carnal nature. Would you put this sheep that you adore in the middle of hungry wolves? No... It would be devoured. It’s the same situation here. You’re putting this precious girl in front of lustful, satanic eyes of hungry wolves. What is the consequence? Catastrophic devastation, sexual harassment, perversion, promiscuity.”

„Ein Vergewaltigungsopfer in jeder Minute irgendwo auf der Welt? Warum? Es ist niemand zu beschuldigen außer sie selbst. Sie zeigte ihre Schönheit der ganzen Welt … Bauchfrei, rückenfrei, ärmelfrei, nichts außer satanischen Röcken, geschlitzten Röcken, durchscheinende Blusen, Miniröcke, enge Jeans: all dies, um Männer zu reizen und ihre sinnliche Natur aufzufordern. Würde jemand das Schaf, das er begehrt, in die Mitte von hungrigen Wölfen bringen? Nein … es würde zerrissen werden. Es ist hier dieselbe Situation. Man bringt dieses geliebte Mädchen vor die gelüstigen, teuflischen Augen von hungrigen Wölfen. Was ist die Folge? Katastrophale Verwüstung, sexuelle Belästigung, Perversion, Promiskuität.“

### DVDsDeath Series
Im Jahre 2007 ermittelte die Australische Bundespolizei, ob die Serie von 16 DVDs mit Predigten gegen Gesetze gegen Aufruhr, Rassendiffamierung, und gegen die Anstiftung zu Gewalt und Terrorismus verstößt. Die DVDs waren durch den Dokumentarfilm Undercover Mosque, der im britischen Fernsehprogramm Channel 4 ausgestrahlt wurde, ins Interesse der Öffentlichkeit geraten. Diese DVDs waren von Kindern auf dem Parkplatz einer Moschee in Birmingham (Vereinigtes Königreich) verkauft worden.
In dem Dokumentarfilm ist Mohammed zu sehen, wie er über Nichtmoslems sagt, „Kufr ist das schlimmste jemals geschriebene Wort, eine Bezeichnung für Untreue, Unglauben, Unrat, eine Bezeichnung für Schmutz.“ Auf einer DVD sagt Muhammad, dass Kinder ermuntert werden sollten, Dschihadkämpfer zu werden: „Wir wollen Kinder haben und diese als Soldaten bereitstellen, die den Islam verteidigen … Lehrt sie dieses: es gibt nichts, was mir lieber ist als der Wunsch, wie ein Mudschaheddin zu sterben. Pflanzt in ihre sanften, weichen Herzen die Begeisterung für den Dschihad und die Liebe zum Märtyrertum“. Bei einer anderen Gelegenheit sagte er über Juden: „Juden sind Schweine, die beim Weltuntergang getötet werden“. Er sagte auch, „Sie haben den extremsten Rassenstolz in sich aufgenommen. Sie sagen, dass jeder einzelne Nicht-Jude ein Sklave ist, der nur geschaffen wurde, um den Juden zu dienen … Ihre Zeit wird kommen, so wie die Zeit jeder schlechten Person kommen wird.“
Inzwischen hat er sich dafür entschuldigt, die Juden mit Schweinen verglichen zu haben und erklärt, dass seine Äußerung über den Dschihad falsch verstanden worden sei. „Der Dschihad, von dem ich spreche, ist kein gewalttätiger. (…) Ich glaube nicht an Selbstmordanschläge. Ich glaube nicht an Gewalt gegen andere. Wir verurteilen dies. Das ist nicht islamisches Recht und es ist unmoralisch.“

### Mordaufruf
Im September 2010 wurde bekannt, dass Mohammed während einer Rede bei einer Internet-Konferenz mit niederländischen Anhängern dazu aufgerufen haben soll, den Politiker Geert Wilders zu enthaupten. Wer die Lehre des Islam beleidige, müsse getötet werden. Die Zeitung De Telegraaf veröffentlichte einen Mitschnitt der Rede.

## Reaktionen
Arbeitsminister Kevin Andrews nannte die Äußerungen „verwerflich und widerwärtig“, und Oppositionsführer Kevin Rudd forderte Mohammed auf: „Kommen Sie nicht zurück nach Australien, Sie sind hier nicht willkommen.“
Erst wenige Tage zuvor war erneut Taj El-Din Hilaly in die Schlagzeilen geraten, nachdem dieser bereits im November 2006 unverschleierte Frauen mit „unbedecktem Fleisch“ verglichen hatte und damit andeutete, sie lüden damit zur Vergewaltigung ein.
Verschiedene führende moslemische Organisationen in Australien distanzierten sich von den Äußerungen Feiz Mohammeds. Rahim Ghauri, der Vorsitzende des Islamic Council of Western Australia meinte in einem Interview für die Australian Broadcasting Corporation zur Bedeutung Mohammeds: „Irgendein lausiger Kerl steht auf und nennt sich selbst einen Moslemführer, nur weil er den Koran lesen kann.“ Kuranda Seyit, Mitglied des Forum on Australia’s Islamic Relations bezeichnete die Aufregung über Mohammeds Äußerungen als „einen weiteren Fall des Eindreschens auf den Islam in Australien (…) [aber moslemische Führer] müssen sehr verantwortlich damit umgehen, wie sie sich in der Öffentlichkeit verhalten.“